# Good Riddance (Time of Your Life)
"Good Riddance (Time of Your Life)" is een nummer van de Amerikaanse band Green Day. Het nummer werd uitgebracht op hun album Nimrod uit 1997. Op 17 oktober van dat jaar werd het nummer uitgebracht als de tweede single van het album.

## Achtergrond
"Good Riddance (Time of Your Life)" is geschreven door zanger en gitarist Billie Joe Armstrong in 1990 nadat zijn vriendin Amanda naar Ecuador is verhuisd. Hij noemde het nummer "Good Riddance" ("opgeruimd staat netjes") vanwege zijn haat voor haar beslissing. Hij liet het nummer echter niet horen aan de andere leden van de band tot de opnamesessies van het album Dookie in 1993. Tijdens deze sessies werd beslist dat het nummer niet zou passen bij de rest van het album en werd uiteindelijk niet gebruikt. Wel verscheen een demoversie met een andere toonsoort, hoger tempo en ander arrangement in 1996 op de Europese B-kant van de single "Brain Stew/Jaded". Tijdens de opnamesessies van Nimrod besloot Armstrong om het nummer opnieuw te gebruiken, en producer Rob Cavallo stelde voor om strijkers te gebruiken op deze versie. Over deze beslissing vertelde hij: "Ik wist dat we het juiste hadden gedaan. Vanaf het moment dat ik het hoorde, was het een hit." Op de albumversie van het nummer speelt Armstrong eerst tweemaal de verkeerde noot op zijn gitaar en zegt "fuck" voordat het nummer echt begint. Dit is niet te horen in zowel de single- als de videoversie.
In vergelijking met het vorige materiaal van Green Day bevat "Good Riddance (Time of Your Life)" meer zachtaardige teksten met akoestische muziek. Basgitarist Mike Dirnt zei dat het uitbrengen van dit nummer waarschijnlijk het "meest punkachtige" dat zij hadden kunnen doen. Het werd een hit in een aantal landen, waaronder in Australië (een tweede plaats op een dubbele A-kant met de volgende single "Redundant", een vijfde plaats in Canada, een negende plek in Schotland en een elfde positie in het Verenigd Koninkrijk. Opvallend genoeg werd het nummer niet op single uitgebracht in de Verenigde Staten, maar het werd wel een nummer 1-hit in de countryrocklijst in het land en piekte in de top 10 in de alternatieve en mainstreamrocklijsten. Tijdens liveoptredens van de band is het meestal het laatste nummer dat zij ten gehore brengen.

## Videoclip
De videoclip van "Good Riddance (Time of Your Life)", geregisseerd door Mark Kohr, is gebaseerd op een concept van Armstrong. Hij zingt het nummer en speelt op de akoestische gitaar in een slaapkamer, terwijl het beeld wordt afgewisseld met een aantal mensen die alledaagse taken uitvoeren. Deze mensen, inclusief Dirnt en drummer Tré Cool, lijken allemaal in het niets voor zich uit te staren. In 1998 won deze clip een MTV Video Music Award in de categorie "Best Alternative Video".

## NOS Olympische Spelen 2002
In 2002 kreeg het liedje in Nederland grotere bekendheid toen NOS Studio Sport het gebruikte bij de uitzendingen van de Olympische Winterspelen van Salt Lake City. Door het tijdsverschil met de Verenigde Staten was er iedere ochtend een goed bekeken samenvattingsprogramma. Dat werd dagelijks afgesloten met de mooiste sportmomenten uit de nacht, gemonteerd op een korte versie van Good Riddance. 

## Waardering
Tot verrassing van de band werd "Good Riddance (Time of Your Life)" een populair nummer tijdens de prom aan het eind van een schooljaar, vanwege de tekst die de scholieren interpreteren als nostalgisch en terugkijkend op hun tijd op school. Armstrong zei dat, achteraf gezien, de tekst inderdaad hierover zou kunnen gaan: "De mensen waarmee je opgroeide en waarmee je de beproevingen van school doorstaat houden altijd een speciale plaats. Door alle bullshit op school hoop je dat je vrienden de tijd van hun leven hebben gehad, en dat is waar het nummer over gaat." Hiernaast kwam het nummer voor in de televisieseries "Seinfeld" en "ER" en is gecoverd door onder meer Glen Campbell en Albert Lee.

## NPO Radio 2 Top 2000
| Nummer met noteringen in de NPO Radio 2 Top 2000 | '14  | '15 | '16 | '17 | '18 | '19 | '20 | '21 | '22 | '23 | '24 |
| ------------------------------------------------ | ---- | --- | --- | --- | --- | --- | --- | --- | --- | --- | --- |
| Good Riddance (Time of Your Life)                | 1003 | 744 | 770 | 806 | 738 | 785 | 873 | 871 | 725 | 766 | 636 |

1. ↑  Een vetgedrukt getal geeft de hoogste notering aan.
2. ↑  2014 was het eerste jaar met een notering voor dit nummer.